# Nate Davis (fútbol americano)
Nathaniel Matthew Davis (York, Maine, 23 de septiembre de 1996) más conocido como Nate Davis, es un jugador profesional estadounidense de fútbol americano que se desempeña en la posición de lineman en Chicago Bears, equipo de la National Football League (NFL).

## Carrera
Fue seleccionado en la tercera ronda en la Reunión Anual de Selección de Jugadores de la NFL de 2019. Hizo su debut profesional con el equipo Tennessee Titans, en el cual jugó cuatro temporadas (2019-2023), luego pasó a Chicago Bears, donde lleva jugando una temporada.